# Effetto lipstick
L'effetto Lipstick (rossetto) è una teoria economica che prevede che durante le crisi aumentino le vendite dei prodotti di lusso di minor prezzo, come i rossetti. Invece di comprare abbigliamento di lusso o vacanze estremamente costose il consumatore medio si rifugerebbe in acquisti come quelli dei cosmetici (e in particolare dei rossetti, da cui la teoria prende il nome).
Durante i periodi di crisi economica la spesa dei consumatori per prodotti di lusso si sposterebbe da prodotti di maggior prezzo verso prodotti quali i rossetti, di prezzo minore ma comunque dotati di riconoscibilità estetica una volta indossati. Secondo questa teoria aumenterebbe sia il numero di unità di rossetto vendute, sia il prezzo medio, spostandosi i consumatori verso rossetti di maggior costo.
Ad esempio, secondo alcuni analisti, in seguito agli attentati terroristici del 11 settembre 2001 negli Stati Uniti sarebbero raddoppiate le vendite di prodotti cosmetici e in particolare di rossetti.

## Dubbi
Questa teoria economica viene vista come paradossale, in quanto, seppure resa solida da osservazioni empiriche, non è in alcun modo possibile determinare una teoria economica valida in ogni condizione. Ad esempio, in merito all'aumento delle vendite di cosmetici nel periodo immediatamente successivo all'11 settembre 2001 (spesso portato come esempio di questa teoria), alcune fonti (tra cui Leonard Lauder, proprietario di Lauder, uno dei più grandi produttori di cosmetici) segnalano che si è registrato un aumento delle vendite, ma non un raddoppio.